# 1980年ポルトガル議会選挙

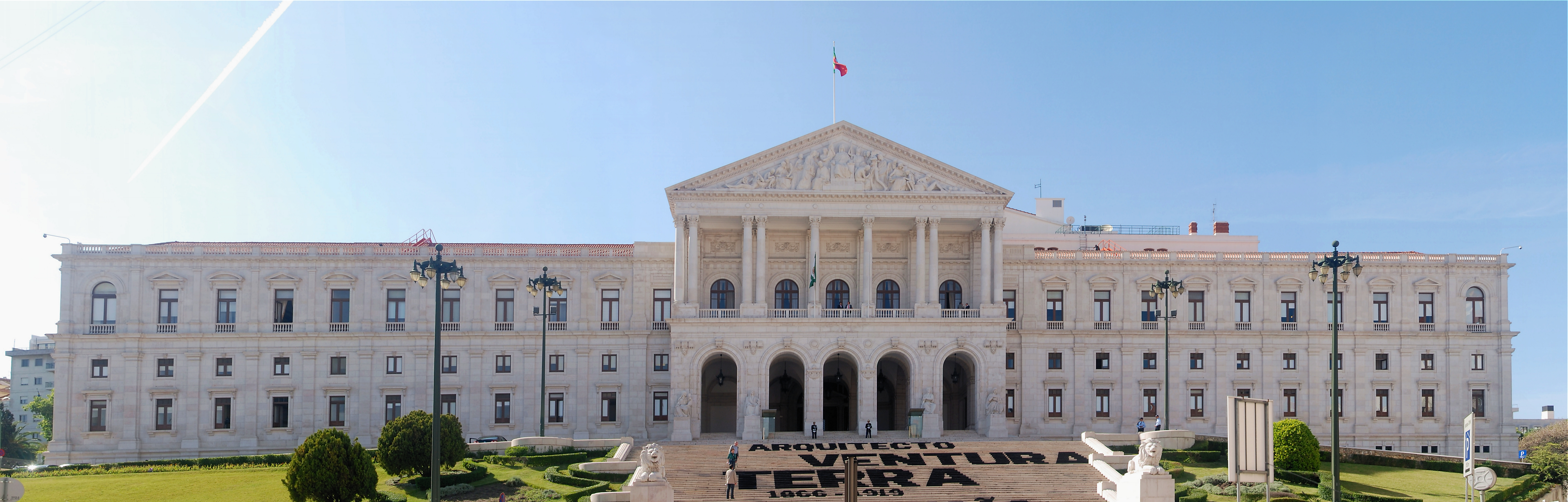
共和国議会議事堂（サン・ベント宮殿）

1980年ポルトガル議会選挙（1980ねんぽるとがるぎかいせんきょ、ポルトガル語：Eleições legislativas portuguesas de 1980）は、ポルトガル共和国の立法府である共和国議会（Assembleia da República）を構成する議員を選出するため、1980年10月5日に行われた選挙である。

## 概要
前年12月に行われた総選挙で勝利した民主同盟が、1974年のカーネーション革命後初めて中道保守政権を発足させて以降初めての選挙となった。
この選挙では、社会主義体制への移行、労働者の自主管理、国営企業の民営化禁止など社会主義的色彩が強い現行憲法の改正を巡り、現行憲法維持の立場を採る共和社会主義戦線（社会党を中核とする選挙連合）と統一人民同盟（ポルトガル共産を中心とする選挙連合）に対し、現行憲法を改正してより自由な体制への移行を主張する民主同盟（社会民主党や民主社会中道党を中心とした選挙連合）が争う構図となった。

## 選挙制度
- 議会定数：250議席
- 選挙制度[1]：比例代表制（拘束名簿式）
  - 有権者は政党に投票
  - 選挙区毎にドント式で各政党に比例配分
  - 議席阻止条項は無し
- 選挙区[2]：22選挙区（2～48名）
  - ポルトガル本土：18選挙区
  - アゾレス諸島：1選挙区
  - マデイラ諸島：1選挙区
  - 国外欧州内選挙区：1選挙区
  - 国外欧州外選挙区：1選挙区
- 有権者：選挙権と被選挙権は共に18歳以上のポルトガル国民

## 選挙結果
- 投票日：1980年10月5日
- 有権者数：7,179,023名

| 政党及び政党連合     | 得票数    | 得票率 | 議席数 |
| -------------------- | --------- | ------ | ------ |
| 民主同盟 AD          | 2,706,667 | 44.91  | 126    |
| 共和社会主義戦線 FRS | 1,606,198 | 26.65  | 71     |
| 統一人民同盟 APU     | 1,009,505 | 16.75  | 41     |
| 社会民主党 PPD/PSD   | 147,644   | 2.45   | 8      |
| 人民民主同盟 UDP     | 83,204    | 1.38   | 1      |
| 社会党 PS            | 67,081    | 1,11   | 3      |
| その他の政党         | 268,434   | 4.45   | 0      |
| 白票                 | 34,522    | 0.57   |        |
| 無効票               | 103,140   | 1.71   |        |
| 合計                 | 6,026,395 |        |        |

- 投票率：83,94%
- 出所：
  - CNE Resultados Elecitorais Assembleia da República 05-10-1980
  - CNE Assembleia da República - 05/10/1980

選挙の結果、サ・カルネイロ首相が率いる中道右派の政党連合であるADが予想外の大勝をする結果となった。一方、左派勢力はPSがFRS参加党派も合わせて辛うじて前回議席を維持、APUは6議席を失うなど議席をのばすことが出来なかった。ADの勝因は、PCPがソ連のアフガニスタン侵攻を支持したことに対する反発から同党の地盤であるリスボンや南部農村地帯を中心に支持を大きく減らしたこと、なにより首相就任から9ヶ月のサ・カルネイロ首相の政策が広く国民に受け入れられたことがあげられる。
選挙で勝利したADは社会主義への移行を規定した現行憲法を改正を綱領に掲げており、エアネス大統領と憲法改正を巡って対立した。しかし2ヶ月後、大統領選挙直前の12月4日にサ・カルネイロ首相は飛行機事故で死亡、12月7日の大統領選挙でエアネス大統領は与党ADが推したカルデロン元将軍を退けて再選を果たした。サ・カルネイロ首相の死後、PSD党首に就任したフランシスコ・ピント・バルセマンが翌1981年1月5日、首相に任命された。